# Irwinia
Irwinia é um género botânico pertencente à família Asteraceae.